# Videos 1995-2012
Videos 1995-2012 es un DVD recopilatorio de la banda alemana de Metal Industrial Rammstein, es el segundo DVD recopilatorio después del anterior Lichtspielhaus del cual también presentaban todos sus vídeos musicales hasta esa fecha (También se puede citar la versión Made in Germany 1995-2011 cuyos DVD también fueron recopilatorios y siguieron el mismo formato). Fue lanzado por Universal Music el 14 de diciembre del 2012. Salió en formatos Digipack de 3 discos o en 2 discos Blu-Ray.

## Portada
La portada es lenticular 3-D que presenta las caras de los 6 integrantes de la banda como moldes sin texturizar, algo que también se hizo en MIG 1995-2011 pero en esta ocasión están en efectos oscuros.

## Descripción
Como se había dicho anteriormente, presenta todos los videos de la banda hasta la fecha del 2012 incluyendo los vídeos Mein Herz Brennt (que se estrenaron días después), también son agregados sus respectivos Making-Of's de cada uno y un libreto de 56 páginas en el que contiene información de estos.

## Lista de canciones
DVD 1
1. Du Riechst so Gut (Vídeo/Making-of)
2. Seemann (Vídeo/Making-of)
3. Rammstein (Vídeo/Making-of)
4. Engel (Vídeo/Making-of)
5. Du Hast (Vídeo-Making-of)
6. Du Riechst so Gut '98 (Video/Making-of)
7. Stripped (Vídeo/Making-of)
8. Sonne (Video/Making-of)
9. Links 2 3 4 (Video/Making-of)

DVD 2
1. Ich Will (Video/Making-of)
2. Mutter (Video/Making-of)
3. Feuer frei (Video/Making-of)
4. Mein Teil (Video/Making-of)
5. Amerika (Video/Making-of)
6. Ohne Dich (Video/Making-of)
7. Keine Lust (Video-Making-of)
8. Benzin (Video/Making-of)

DVD 3
1. Rosenrot (Video/Making-of)
2. Mann gegen Mann (Video/Making-of)
3. Pussy (Video/Making-of)
4. Ich Tu Dir Weh (Video/Making-of)
5. Haifisch (Video/Making-of)
6. Mein Land (Video/Making-of)
7. Mein Herz Brennt-Piano Version (Video/Making-of)
8. Mein Herz Brennt (Video/Making-of)

## Producción
- Till Lindemann: Vocalista
- Richard Z. Kruspe: Guitarrista principal y coros
- Paul H. Landers: Segundo guitarrista y coros
- Oliver "Ollie" Riedel: Bajista y coros
- Christopher "Doom" Schneider: Baterista
- Christian "Flake" Lorenz: Tecladista

- Datos: Q621141